# Šentjurje
Šentjurje – wieś w Słowenii, w gminie Ivančna Gorica. W 2018 roku liczyła 72 mieszkańców.